# Ord, Nebraska
Ord är administrativ huvudort i Valley County i Nebraska. Orten har fått sitt namn efter militären Edward Ord. Enligt 2020 års folkräkning hade Ord 2 113 invånare.